# Villa Nueva (Guatemala)
Villa Nueva ist eine Stadt in Guatemala. Sie ist Verwaltungssitz der gleichnamigen Großgemeinde (Municipio) im Departamento Guatemala. Villa Nueva ist Teil der Agglomeration von Guatemala-Stadt.

## Geographie
Das Municipio ist mit 114 km² und mehr als einer halben Million Einwohner zusammen mit Mixco das zweitgrößte der insgesamt 17 Municipios des Departamentos. Es liegt im südlichen Hochland der Sierra Madre, am südwestlichen Rand des von etlichen Schluchten durchzogenen Hochtales Valle de La Ermita (auch Valle de La Virgen oder Valle de las Vacas) auf etwa 1330 Meter Höhe. Im Norden grenzt es an Mixco und Guatemala-Stadt, im Osten an Petapa, im Süden an das etwas tiefer gelegene Amatitlán und im Westen an drei Gemeinden des Departamentos Sacatepéquez. Hinter der Vulkankette im Südwesten beginnt das pazifische Tiefland. Villa Nueva hat ausgesprochen fruchtbare Böden, deren landwirtschaftliche Nutzung schrittweise zugunsten der städtebaulichen und industriellen Entwicklung zurückweichen musste. Das Klima ist gemäßigt, die Temperaturen bewegen sich in der Regel zwischen 12 und 28 °C, die Regenzeit dauert von Mai bis Oktober.
Die Stadt Villa Nueva liegt 15 km südwestlich des Zentrums von Guatemala-Stadt im Valle de las Mesas an der Autobahn CA 9 nach Puerto San José. Das Stadtgebiet ist im Nordosten mit dem von Guatemala-Stadt zusammengewachsen und somit Teil eines geschlossenen Ballungsraumes.

## Bevölkerung
Nach guatemaltekischem Recht bedeutet Villa eine Gemeinde mit zusätzlichen Privilegien, nicht mehr Dorf, aber auch noch nicht Stadt. Stadtrechte hat Villa Nueva bis heute nicht erhalten, obwohl es 2002 offiziell 355.901 Einwohner hatte. In der öffentlichen Wahrnehmung ist Villa Nueva eine der Schlafstädte der Hauptstadt (laut offizieller Webseite: municipio dormitorio) und wird oft als integraler Bestandteil derselben gesehen, obwohl beide administrativ selbständig sind. Villa Nueva ist eine der am schnellsten wachsenden Gemeinden Guatemalas und soll einigen Schätzungen zufolge fast eine Million Einwohner haben. Mit einbezogen werden hierbei auch zahlreiche Wochenendpendler, die an Werktagen bei Verwandten oder Bekannten unterkommen, und Menschen, die offiziell in anderen Departamentos oder gar nicht registriert sind und doch in Villa Nueva leben.

## Geschichte
Villa Nueva (dt. „Neudorf“ oder „Neustadt“) verdankt seine Existenz der Zerstörung des alten Dorfes von San Miguel Petapa. Am 9. Oktober 1762 trat dort der Río Tulujá über die Ufer und überschwemmte den Ort, was 83 Todesopfer forderte. Etwa 500 Überlebende, fast ausschließlich Ladinos, zogen etwa 10 km nach Nordwesten, in den etwas höher gelegenen, vor Überschwemmungen geschützten, teilweise leerstehenden Weiler Paraje Lo de Barillas im Valle de las Mesas. In schachbrettartiger Form entstand hier im spanischen Kolonialstil das neue Dorf Nuestra Señora de la Concepción de las Mesas, das am 17. April 1763 offiziell eingeweiht und zu Ehren der Jungfrau der unbefleckten Empfängnis benannt wurde. Bald hieß es einfach nur Villa Nueva de Petapa oder Villa Nueva de la Concepción. Auch das alte Petapa wurde wieder aufgebaut (Villa Canales), allerdings verblieben dort nur die bereits ansässigen Pocomam. Nach dem schweren Erdbeben von 1773 kamen aus dem zerstörten Antigua Guatemala viele wohlhabende Familien nach Villa Nueva und prägten dort das soziale Leben bald wesentlich mit.
Nach der Unabhängigkeit Guatemalas von Spanien blieb Villa Nueva lange Zeit ein kleines, unbedeutendes Dorf im Süden der Hauptstadt. Am 8. November 1839 wurde es Teil des Distrikts Amatitlan, den die Regierung am 8. Mai 1866 zum Departamento erhob. Nach dessen Auflösung kam Villa Nueva am 29. April 1935 zum Departamento Guatemala. 20 Jahre später entstanden zwischen Villa Nueva und Guatemala-Stadt die ersten Industriegebiete und neue Siedlungen. Nach dem schweren Erdbeben von 1976 zogen aus dem ganzen Land zahllose Obdachlose in Richtung Hauptstadt und ließen sich in deren Umland nieder, vor allem auch im Municipio Villa Nueva. Die allgemeine Bevölkerungsexplosion und die Ansiedlung zahlreicher Industriebetriebe führte in den folgenden Jahrzehnten zur Ausweitung Villa Nuevas zu einer in weiten Teilen trostlosen Trabantenstadt mit hoher Kriminalitätsrate.
Am 8. Dezember jeden Jahres findet das größte Fest im Municipio statt. Es wird zu Ehren der Schutzpatronin, der „Jungfrau der unbefleckten Empfängnis“ gefeiert.

## Wirtschaft und Verkehr
In Villa Nueva befindet sich heute eines der größten Industriegebiete Guatemalas. Es zieht sich entlang der Autobahn nach Escuintla und Puerto San José über etliche Kilometer hin. Mehrere hundert Industriebetriebe produzieren dort unter anderem Nahrungsmittel, Kunststoffe, Textilien (in den berüchtigten Maquilas), Baustoffe, Farbstoffe, Elektrogeräte, Fahrzeuge, chemische Erzeugnisse, Möbel und Papier.
Villa Nueva ist über die Autobahn CA 9 gut mit Guatemala-Stadt verbunden, die jedoch in den Stoßzeiten völlig überlastet ist. Die Ausweitung des Busway-Netzes von Guatemala-Stadt bis nach Villa Nueva ist im Gang.